# 黑宝书
《黑宝书》是《太傻单词》的代称，它是三联书店于2002年1月出版的一部GRE备考词汇书籍，作者为陶谦。
该书以太傻网为平台创立，主要内容基本来自于GRE考生在网上学习的经验和对试题的回顾。与红宝书、黄宝书等，为中国大陆学生备考GRE的经典书籍之一。